# Julio Álvarez
Julio Àlvarez Giráldez (* 30. September 1959) ist ein ehemaliger spanischer Fußballspieler und Fußballtrainer, der auch die deutsche Staatsangehörigkeit besitzt.

## Karriere als Fußballspieler
Julio Álvarez, dessen Bruder Antonio (* 1955) ebenfalls Fußballspieler und später Fußballtrainer war (unter anderem beim FC Sevilla und beim FC Malaga), spielte von 1979 bis 1982 beim FSV Frankfurt. Für diese absolvierte er 50 Partien in der Süd-Staffel der damals zweigleisigen 2. Bundesliga. Später war Álvarez noch bei Viktoria Aschaffenburg aktiv.

## Karriere als Fußballtrainer
Nach seiner aktiven Karriere war Julio Álvarez Nachwuchstrainer und Chefcoach der ersten Mannschaft von Viktoria Aschaffenburg. Zudem war er auch Trainer unter anderem bei Hanau 93, dem SV Bernbach, TuS Frammersbach und bei Viktoria Kahl.

## Sonstiges
Sein Sohn Marcos Álvarez ist ebenfalls Fußballspieler.